# Championnat de Belgique de rugby à XV 2014-2015
Navigation
Championnat 2013-2014 Championnat 2015-2016
Le Championnat de Belgique de rugby à XV 2014-2015, appelé Bofferding Rugby League du nom de son sponsor, oppose les huit meilleures équipes belges de rugby à XV. Il débute le 6 septembre 2014 pour s'achever par une finale disputée le 2 mai 2015 au stade du petit Heysel.

## Liste des équipes en compétition
| Liège Schaerbeek Boitsfort Waterloo La Hulpe Soignies Frameries Termonde |

Le RC La Hulpe, vainqueur de la division 2, est promu en première division et remplace le Coq Mosan. La compétition oppose pour la saison 2014-2015 les huit meilleures équipes belges de rugby à XV :
| Équipes             | Ville               | Stade                        |
| ------------------- | ------------------- | ---------------------------- |
| ASUB Rugby Waterloo | Waterloo            | Stade du Pachy               |
| Boitsfort RC        | Watermael-Boitsfort | Stade des Trois Tilleuls     |
| RFC Liège           | Liège               | Stade provincial de Naimette |
| RC La Hulpe         | La Hulpe            | Stade du Brésil              |
| Dendermondse RC     | Termonde            | Sportcomplex Sint-Gillis     |
| Kituro RC           | Schaerbeek          | Complexe Wahis               |
| RC Frameries        | Frameries           | Terrain 1 Cité Pierard       |
| RC Soignies         | Soignies            | Chemin Tour Lette            |

## Résumé des résultats

### Classement de la phase régulière
| Rang | Club              | J  | V  | N | D  | Bo | Bd | Pm  | Pe  | Diff | Pts |
| ---- | ----------------- | -- | -- | - | -- | -- | -- | --- | --- | ---- | --- |
| 1    | Dendermonde RC    | 14 | 10 | 1 | 3  | 11 | 0  | 433 | 182 | +251 | 53  |
| 2    | ASUB Waterloo (T) | 14 | 12 | 0 | 2  | 5  | 0  | 388 | 172 | +216 | 53  |
| 3    | RC Soignies       | 13 | 10 | 0 | 3  | 4  | 0  | 292 | 185 | +107 | 44  |
| 4    | Kituro RC         | 13 | 9  | 1 | 3  | 4  | 0  | 315 | 215 | +100 | 42  |
| 5    | RC Frameries      | 14 | 7  | 0 | 7  | 4  | 0  | 247 | 301 | -54  | 32  |
| 6    | La Hulpe (P)      | 14 | 4  | 0 | 10 | 5  | 0  | 229 | 285 | -56  | 21  |
| 7    | Boitsfort RC      | 14 | 2  | 0 | 12 | 5  | 0  | 223 | 367 | -144 | 13  |
| 8    | RCF Liège (P)     | 14 | 0  | 0 | 14 | 0  | 0  | 97  | 517 | -420 | -2¹ |

¹Le RFC Liège a été pénalisé de 2 points.
|  | Qualifiés pour la phase finale (no 1, no 2, no 3, no 4) |
|  | Relégué (no 8)                                          |
|  | T : tenant du titre 2014 • P : promu 2014               |

Attribution des points : victoire sur tapis vert : 5, victoire : 4, match nul : 2, défaite : 0, forfait : -2 ; plus les bonus (offensif : 4 essais marqués ; défensif : défaite par 7 points d'écart ou moins).
Règles de classement : ?

### Phase finale
Les quatre premiers de la phase régulière sont qualifiés pour les demi-finales. L'équipe classée première affronte à domicile celle classée quatrième alors que la seconde reçoit la troisième.
|  | Demi-finales        | Demi-finales  |           |    | Finale     | Finale     |
|  | Demi-finales        | Demi-finales  |           |    | Finale     | Finale     |
|  |                     |               |           |    |            |            |
|  | 26 avril 2015       | 26 avril 2015 |           |    | 2 mai 2015 | 2 mai 2015 |
|  | 26 avril 2015       | 26 avril 2015 |           |    | 2 mai 2015 | 2 mai 2015 |
|  | [1] Dendermondse RC | 11            |           |    | 2 mai 2015 | 2 mai 2015 |
|  | [1] Dendermondse RC | 11            |           |    | 2 mai 2015 | 2 mai 2015 |
|  | [3] Kituro RC       | 16            |           |    | 2 mai 2015 | 2 mai 2015 |
|  | [3] Kituro RC       | 16            | Kituro RC | 9  |            |            |
|  | 26 avril 2015       |               | Kituro RC | 9  |            |            |
|  |                     | RC Soignies   | 0         |    |            |            |
|  | [2] ASUB Waterloo   | RC Soignies   | 0         | 16 |            |            |
|  | [2] ASUB Waterloo   |               |           | 16 |            |            |
|  | [4] RC Soignies     | 17            |           |    |            |            |
|  | [4] RC Soignies     | 17            |           |    |            |            |

## Résultats détaillés

### Phase régulière

#### Tableau synthétique des résultats
L'équipe qui reçoit est indiquée dans la colonne de gauche.
| Clubs           | ASU   | BRC   | LIE   | LAH   | DRC   | KRC   | RCF   | RCS    |
| --------------- | ----- | ----- | ----- | ----- | ----- | ----- | ----- | ------ |
| ASUB Waterloo   |       | 25-3  | 48-5  | 32-10 | 21-17 | 30-22 | 40-10 | 31-7   |
| Boitsfort RC    | 6-27  |       | 28-10 | 8-22  | 17-45 | 30-32 | 6-10  | 23-24  |
| RFC Liège       | 3-48  | 17-52 |       | 6-19  | 10-25 | 6-24  | 14-28 | 10-24  |
| RC La Hulpe     | 3-7   | 32-13 | 61-0  |       | 12-31 | 10-15 | 12-20 | 15-22  |
| Dendermondse RC | 27-18 | 39-0  | 60-3  | 53-5  |       | 16-16 | 32-3  | 39-23  |
| Kituro RC       | 20-30 | 38-15 | 20-3  | 30-6  | 19-13 |       | 20-13 | Annulé |
| RC Frameries    | 22-13 | 30-19 | 38-10 | 24-19 | 14-19 | 19-49 |       | 6-28   |
| RC Soignies     | 17-18 | 16-3  | 42-0  | 24-3  | 21-17 | 24-10 | 20-10 |        |

|  | Victoire à domicile |  | Match nul |  | Défaite à domicile |

### Phase finale

#### Demi-finales
| 26 avril 2015 | Dendermondse RC | 11 - 16 | Kituro RC |  |
| 26 avril 2015 |                 |         |           |  |
| 26 avril 2015 |                 |         |           |  |

| 26 avril 2015 | ASUB Waterloo | 16 - 17 | RC Soignies |  |
| 26 avril 2015 |               |         |             |  |
| 26 avril 2015 |               |         |             |  |

#### Finale
| 2 mai 2015 | Kituro RC                  | 9 - 0 | RC Soignies | Petit Heysel, Bruxelles Arbitre : N. Vandecauter |
| 2 mai 2015 | Pénalité(s) : N. Meeus (3) |       |             | Petit Heysel, Bruxelles Arbitre : N. Vandecauter |
| 2 mai 2015 |                            |       |             | Petit Heysel, Bruxelles Arbitre : N. Vandecauter |